# Lucinda (prénom)
Pour les articles homonymes, voir Lucinda.
Lucinda est un prénom féminin

## Personnalités portant ce prénom
Pour l'ensemble des articles sur les personnes portant ce prénom, consulter la liste produite automatiquement : Tous les articles commençant par « Lucinda ».
Notamment :
- Lucinda Simões (1850-1928), comédienne, metteure en scène et directrice de théâtre portugaise ;
- Lucinda Ballard (1906-1993), costumière et décoratrice américaine ;
- Lucinda Childs (née en 1940), danseuse et chorégraphe américaine ;
- Lucinda Creighton (née en 1980), femme politique irlandaise ;
- Lucinda Dryzek (née en 1991), actrice anglaise ;
- Lucinda Fredericks (née en 1965), cavalière australienne ;
- Lucinda Green (née en 1953), cavalière britannique ;
- Lucinda Riley ou Lucinda Edmonds (1968-2021), autrice irlandaise ;
- Lucinda Ruh (née en 1979), patineuse artistique suisse ;
- Lucinda Williams (née en 1953), chanteuse américaine ;
- Lucinda Whitty (née en 1989), skipper australienne.

## Personnages de fiction

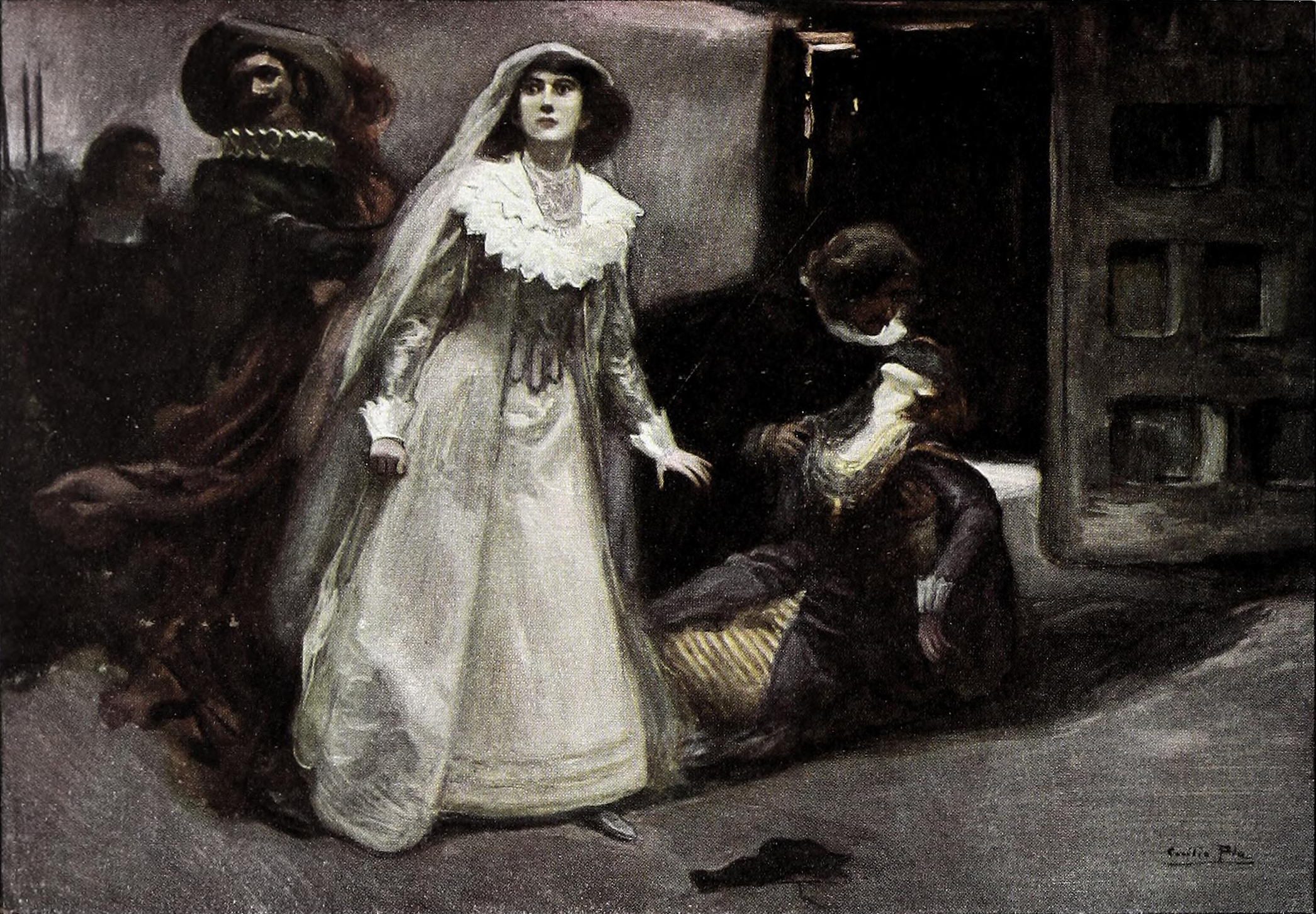
Luscinda, personnage du roman de Cervantès, par Cecilio Pla.

- Luscinda, personnage du Don Quichotte de Miguel de Cervantès, paru en 1605 ;
- Lucinde, fille de Géronte, personnage de la pièce Le Médecin malgré lui de Molière, créée en 1666 ;
- Lucinda Leplastrier, personnage du film Oscar et Lucinda de Gillian Armstrong, sorti en 1997, d'après le roman de Peter Carey.

## Étymologie
Lucinda est un prénom féminin anglo-américain, d'origine espagnole Luscinda, Lucinda, forme issue du nom wisigothique Leudesinda, voire dérivé du nom d'origine latine Lucia.
Le nom est francisé en Lucinde dans la pièce de Molière, Le Médecin malgré lui.

## Équivalents
- en anglais : Lucinda, et son hypocoristique Cindy
- en espagnol : Luscinda (prénom de fiction, fréquent aux XVIIe et XVIIIe siècles[2])
- en français : Lucinde (au XVIIe siècle, aussi au XXIe siècle)
- en portugais : Lucinda